# سیران‌تپه (اخلاط)
سیران‌تپه (به ترکی استانبولی: Seyrantepe، به ارمنی: Ծաղկե، به کردی: Zaxgî) یک منطقهٔ مسکونی در ترکیه است که در اخلاط واقع شده‌است. سیران‌تپه ۳۸۴ نفر جمعیت دارد.